# Philip H. Knight
Philip H. Knight (Portland, 24 de Fevereiro de 1938) é o cofundador e ex-CEO da Nike, Inc. e proprietário da Laika Entertainment House (antigo Will Vinton Studios).
Em 2016, o empresário lançou sua autobiografia “A Marca da Vitória” (nome em português).
Em abril de 2022, Knight doou  US$ 75 milhões à Universidade de Stanford que está lançando um novo esforço científico multidisciplinar para estudar a resiliência cerebral e condições neurodegenerativas, como Alzheimer e Parkinson. O estudo é conhecido como  Phil and Penny Knight Initiative for Brain Resilience.
Com uma fortuna de US$ 41,5 bilhões, em 2022 estava entre os 20 mais ricos dos Estados Unidos, segundo a Forbes.